# Gare de Templeuve
Gare de Templeuve – stacja kolejowa w Templeuve-en-Pévèle, w departamencie Nord, w regionie Hauts-de-France, we Francji. Jest zarządzana przez SNCF (budynek dworca) i przez RFF (infrastruktura).
Stacja jest obsługiwana przez pociągi TER Nord-Pas-de-Calais.

## Położenie
Stacja znajduje się na linii Fives – Hirson, w km 14,313, pomiędzy stacjami Ennevelin i Nomain, na wysokości 44 m n.p.m.

## Linie kolejowe
- Fives – Hirson
- Templeuve – Don-Sainghin